# Кужинский Коноплянник
Кужинский Конопляник (горномар. Конопляньык) — посёлок в Килемарском районе Республики Марий Эл. Входит в состав городского поселения Килемары.

## География
Находится в лесах в западной части республики приблизительно в 22 км к востоку от посёлка Килемары. В 1,5 км восточнее посёлка протекает река Большая Кокшага, к югу от посёлка простирается заповедник «Большая Кокшага».

## История
Образован переселенцами из Кировской области. В 1948 году здесь находилась контора Аргамачинского сплавного участка. В 1950 году в посёлке проживали 55 человек, в 1958 году — 72 человека, в 1967 199. В 1970 году насчитывалось 38 хозяйств. В 1974 году в 35 хозяйствах проживали 145 человек. Население работало в Медведевском леспромхозе.

## Население
| 2010 |
| ---- |
| 14   |

Население составляло 22 человека (мари 82 %) в 2002 году.